# Dni Hiszpańskie w Białymstoku
Dni Hiszpańskie w Białymstoku – impreza, która odbywa się w kwietniu, organizowane cykliczne od 2008 przez szkołę języka hiszpańskiego Gran Via i Białostocki Ośrodek Kultury.

## Historia
Dni organizowane są przy wsparciu Prezydenta Miasta Białegostoku, Ambasadora Hiszpanii i ambasadorów Ameryki Łacińskiej. Oprócz licznych koncertów (dominuje muzyka latynoamerykańska), spotkań ze znanymi ludźmi i seminariów, w ramach Kultury Hiszpańskiej odbywają się pokazy filmów, warsztaty plastyczne, a także podróże kulinaria. Uczniowie III LO im. Krzysztofa Kamila Baczyńskiego klas języka hiszpańskiego w ramach Dni Hiszpańskich przygotowują spektakle teatralne. Wspólnym mianownikiem imprezy jest język hiszpański. W związku z pandemię koronawirusa w 2020 impreza była przełożona z kwietnia i zorganizowana w dniach 11 – 12 września.